# Caxiné
Caxiné, pleme američkih Indijanaca koje je u vrijeme kolonizacije Brazila živjelo u kraju između rijeka Preto i Paraíba. Jezično ih José Ribamar Bessa Freire i Márcia Fernanda Malheiros uz još 22 skupine klasificiraju porodici Puri-Coroado, i dalje velikoj porodici Macro-Ge.